# Mikroskop fluorescencyjny

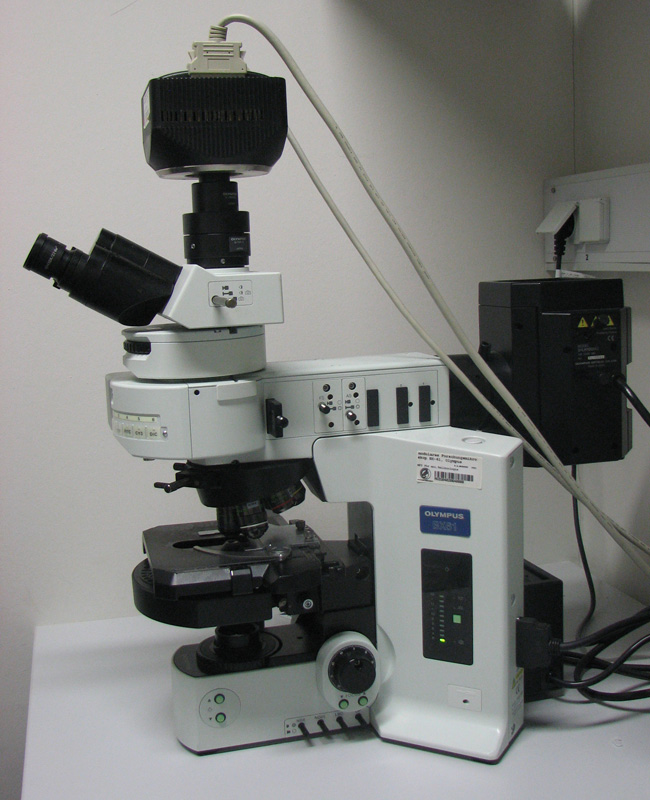
Mikroskop (epi-)fluorescencyjny Olympus BX61, sprzężony z kamerą cyfrową.

Mikroskop fluorescencyjny – mikroskop świetlny używany w badaniach substancji organicznych i nieorganicznych, którego działanie oparte jest na zjawisku fluorescencji i fosforescencji, zamiast, lub razem ze zjawiskami odbicia i absorpcji światła (co jest wykorzystane w klasycznym mikroskopie optycznym).
W roku 2014 za rozwój technik mikroskopii fluorescencyjnej, pozwalających na uzyskanie rozdzielczości rzędu 0,2 μm, została przyznana Nagroda Nobla w dziedzinie chemii.
Fluoroscencja próbki może być pochodzenia naturalnego (np. fluoroscencja chlorofilu) lub być wynikiem dołączenia (kowalencyjnie lub poprzez jakikolwiek inny typ oddziaływań fizyko-chemicznych między substancjami) do elementów obserwowanej próbki fluoroforów, czyli substancji chemicznych, które fluoryzują po wzbudzeniu światłem o określonej długości. Drugi sposób jest najczęściej wykorzystywanym w biologii, a w szczególności w biologii molekularnej, gdyż pozwala, poprzez znajomość oddziaływań, na wyznakowanie interesujących elementów komórki (np. białek, czy organelli), fluoroforami o zadanych właściwościach (np. barwie emisji).
Większość używanych mikroskopów fluorescencyjnych to mikroskopy epi-fluorescencyjne. Oznacza to, że wzbudzenie próbki falą świetlną, jak i obserwacja fali wzbudzonej zachodzą z tej samej strony próbki (obiektyw pełni rolę kondensora; w przeciwieństwie do mikroskopów trans, gdzie fala światła wzbudzającego przechodzi przez próbkę i detekcja światła wzbudzonego odbywa się po jej drugiej stronie).

Schemat działania mikroskopu epi-fluorescencyjnego.

Mikroskopy fluorescencyjne stały się ważnym narzędziem w biologii, stając się podstawą do rozwoju bardziej zaawansowanych technik mikroskopii fluorescencyjnej, takich jak:
- mikroskopia konfokalna
- mikroskopia dwufotonowa
- mikroskopia fluorescencyjna kontrastu interferencyjnego (FLIC)
- mikroskopia fluorescencyjna całkowitego wewnętrznego odbicia (TIRFM)

## Przykłady obrazów

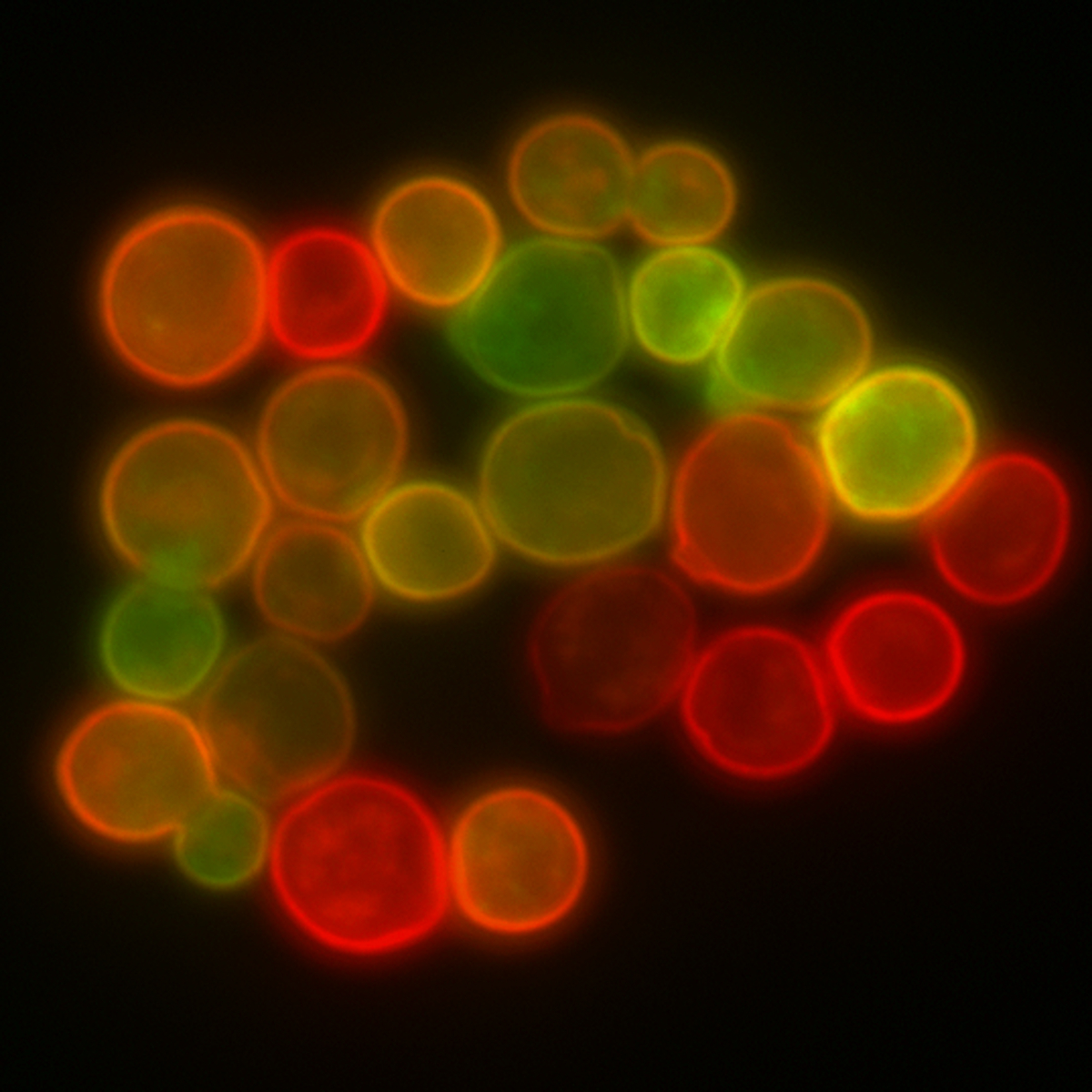
Błona komórkowa drożdży zwizualizowana w mikroskopii fluorescencyjnej.
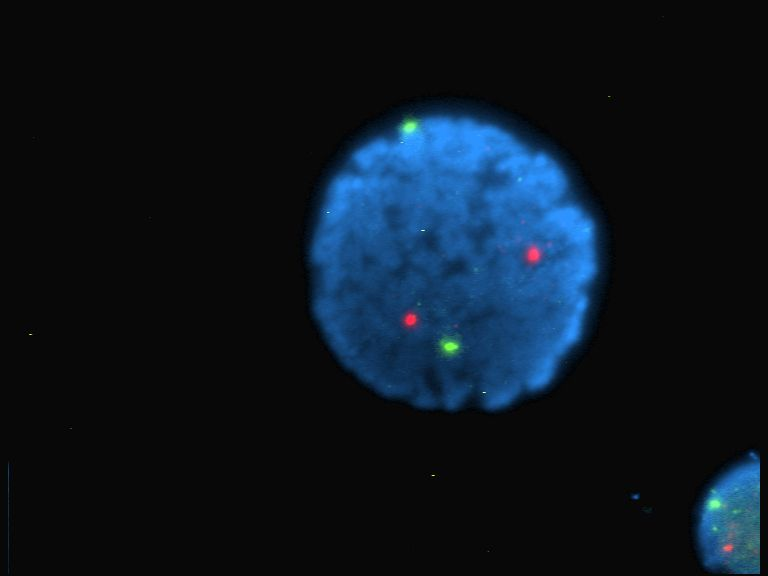
Interfazowe jądro komórkowe limfocytu poddane badaniu FISH.